# 雷諾鎮區 (阿肯色州蘭道夫縣)
雷諾鎮區（英語：Reyno Township）是位於美國阿肯色州蘭道夫縣的一個行政鎮區。

## 地方資料
雷諾鎮區的面積為57.43平方千米，當中陸地面積為56.19平方千米，而水域面積為1.24平方千米。根據2010年美國人口普查的數據，當地共有人口530人，而人口密度為每平方千米9.23人。